# Тарґовисько-Дольне
Тарґовисько-Дольне (пол. Targowisko Dolne) — село в Польщі, у гміні Любава Ілавського повіту Вармінсько-Мазурського воєводства.
Населення — 359 осіб (2011).
У 1975—1998 роках село належало до Ольштинського воєводства.

## Демографія
Демографічна структура станом на 31 березня 2011 року:
|          | Загалом | Допрацездатний вік | Працездатний вік | Постпрацездатний вік |
| -------- | ------- | ------------------ | ---------------- | -------------------- |
| Чоловіки | 196     | 67                 | 117              | 12                   |
| Жінки    | 163     | 41                 | 100              | 22                   |
| Разом    | 359     | 108                | 217              | 34                   |